# Una sacerdotisa (John William Godward)
Una sacerdotisa (en inglés, A Priestess) es una de las obras más representativas del pintor John William Godward.
Para su realización, posó la joven modelo británica Lily Pettigrew (n. 1870), quien aparece en varias composiciones del autor, especialmente entre 1887 y 1900.
Está pintada al óleo sobre lienzo y sus dimensiones son de 159,4 x 71,4 cm. Se conocen otras dos versiones (1894-1895), en que la modelo aparece vestida con una túnica negra, semejante al quitón clásico.

## Análisis de la obra
De formato vertical, la sencilla composición presenta una estructura rigurosamente simétrica. La modelo mira directamente al espectador, llamando la atención hacia la perfecta anatomía de su cuerpo. No existe ningún elemento que sugiera el aspecto «divino» del personaje (la representada no es una sacerdotisa sino una mujer real, de aspecto juvenil, al que, sin duda, contribuye la abundante melena adornada con una diadema en forma de hojas. La luz frontal se intensifica especialmente en vientre y pechos. En cuanto a la indumentaria, destaca una especie de himatión, de bellos tonos azulados, que envuelve la zona púbica.